# Represa Alta de Assuão
A Represa Alta de Assuão ou Assuão Alta é uma barragem egípcia localizada no rio Nilo, próxima à cidade de Assuão, que tem a serventia de barreira artificial para a retenção e controle de fluxo fluvial, bem como para produção hidroelétrica. 

## Construção
A mais antiga tentativa registrada de construir uma represa próxima a Assuão remonta ao século XI, quando o polímata e engenheiro Alhazen foi convocado ao Egito pelo califa fatímida Aláqueme Biamir Alá, para controlar a inundação do Nilo. Para concluir esta tarefa, seria necessário construir uma represa em Assuão. Seu trabalho de campo o convenceu de que o projeto era impraticável.
Os britânicos começaram a planejar a construção da primeira represa em 1899 e terminaram em 1902. Ela possuía 54 metros de altura e 1 900 m de extensão, logo este tamanho se mostrou inadequado por isso a barragem foi ampliada em duas novas etapas, a primeira entre 1907 e 1912 e depois entre 1929 e 1933. Em 1946, a represa quase se rompeu, e percebeu-se que seria necessário construir uma segunda represa. Ela seria construída a aproximadamente 6 quilômetros acima da atual. Os planos para a construção começaram a ser realizados em 1952, logo após a revolução Nasser, e Estados Unidos e Reino Unido ajudariam a financiar a construção com um empréstimo de USD 270 milhões de dólares. Em julho de 1956, no entanto, o acordo foi cancelado. Para concluir a construção da represa, Nasser nacionalizou o canal de Suez, pretendendo utilizar a renda proveniente para o intento. Isto fez com que Reino Unido, França e Israel atacassem o Egito, ocupando o Canal de Suez, começando a Guerra de Suez. As Nações Unidas, os Estados Unidos e a URSS forçaram os invasores a devolver o Canal a Nasser. Em 1958, a URSS ajudou a construção da represa com um terço dos recursos financeiros necessários, maquinários e técnicos especializados.

### Assuão Baixa

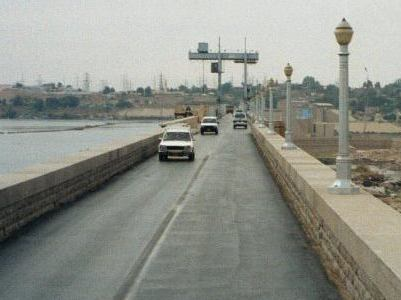
Assuão Baixa

Os britânicos começaram a construir a primeira barragem no Nilo em 1898. A construção durou até 1902, e ela foi inaugurada em 10 de dezembro de 1902. O projeto foi feito por Sir William Willcocks e envolveu vários renomados engenheiros da época, incluindo  Sir Benjamin Baker e Sir John Aird, cuja empresa, John Aird & Co., foi a principal contratada.

### Assuão Alta

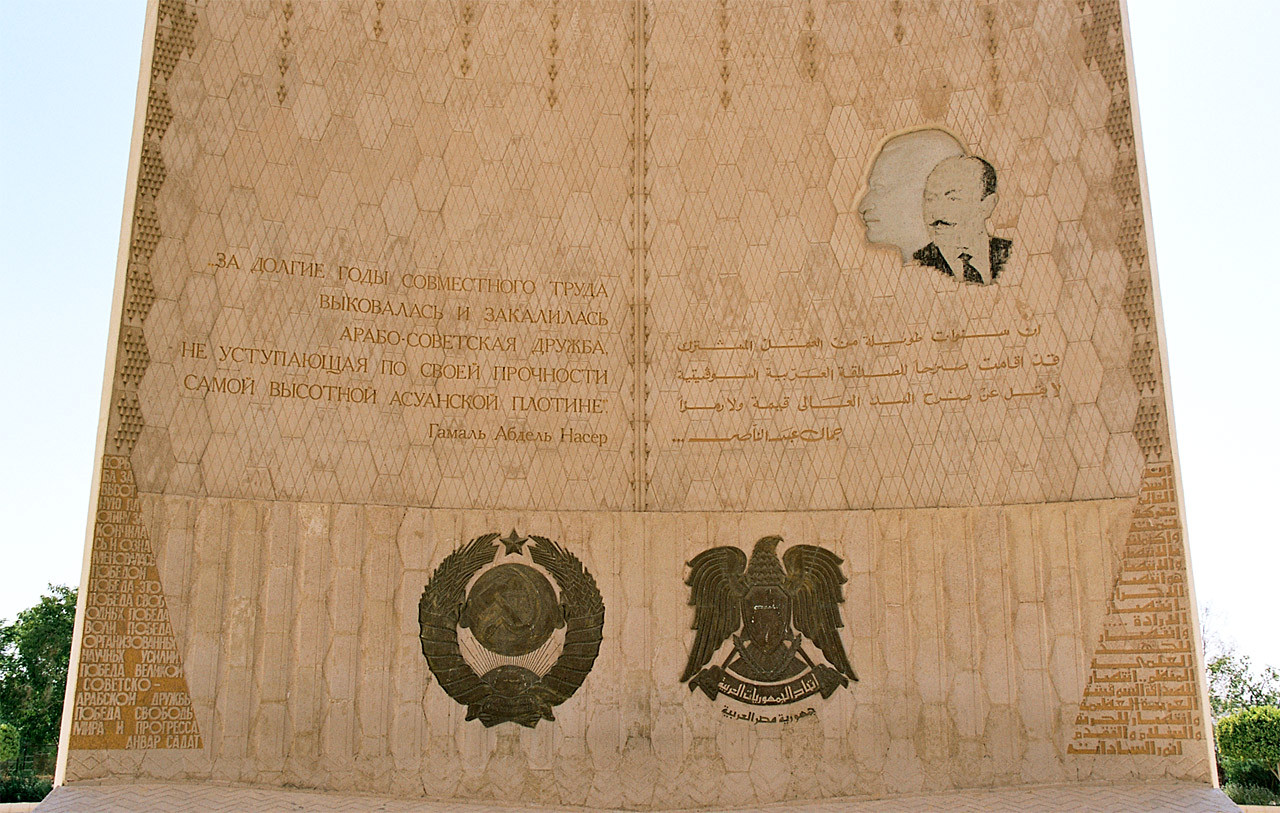
Monumento à conclusão das obras

A construção começou em 1960, com o primeiro estágio concluído em 1964, tendo sido concluída em 21 de julho de 1970. 

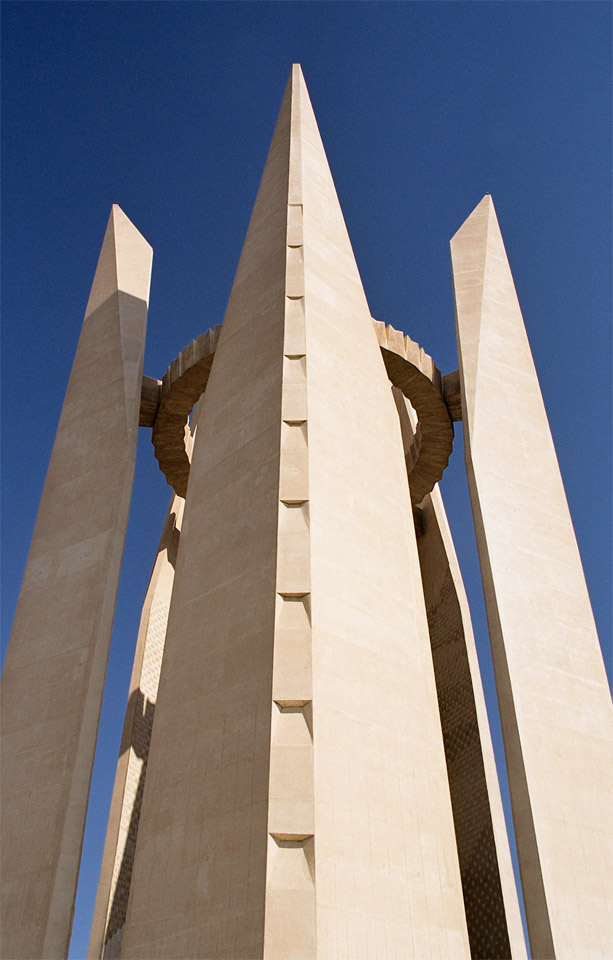
Uma outra vista do monumento

Os anos do pós-guerra vieram com mudanças significativas no Egito, incluindo o crescimento do nacionalismo, a revogação do tratado anglo-egípcio de 1936, e a queda da monarquia, liderada pelo movimento dos oficiais livres, incluindo seu líder, Gamal Abdel Nasser, bem como Anwar Sadat.
Os planos para construir sua própria "Represa Alta" começaram em 1954, seguindo a revolução, e mudaram as prioridades de desenvolvimento. Inicialmente, tanto os Estados Unidos como a União Soviética estavam interessados na construção da represa, mas isso ocorreu durante o período de tensão crescente da Guerra Fria e também das crescentes rivalidades árabes. 
Em 1955, Nasser tentava retratar-se como líder do nacionalismo árabe, contrapondo-se às monarquias tradicionais, especialmente os Hachemitas do Iraque, após a assinatura do Pacto de Bagdá, no mesmo ano. Naquela época, os Estados Unidos temiam que o comunismo se espalhasse pelo Oriente Médio, e viam Nasser como um líder natural de uma liga árabe anti-comunista. Os Estados Unidos e o Reino Unido ofereceram financiamento à construção da represa alta, por meio de um empréstimo de 270 milhões de dólares, em troca da liderança de Nasser na resolução do conflito árabe-israelense. Como se opunha tanto ao comunismo como ao imperialismo, Nasser apresentava-se como um não alinhado, e buscava trabalhar tanto com os Estados Unidos quanto com a União Soviética pelo benefício dos árabes e egípcios.
Depois de uma incursão duramente criticada de Israel contra as forças egípcias de Gaza em 1955, Nasser descobriu que ele não poderia apresentar-se legitimamente como líder do nacionalismo pan-árabe se não pudesse defender seu país de Israel. Aos seus planos de desenvolvimento, incluiu uma rápida modernização de suas forças armadas, e voltou-se primeiramente aos Estados Unidos.
O presidente estadunidense Dwight Eisenhower e seu secretário de Estado John Foster Dulles disseram a Nasser que os Estados Unidos somente poderiam lhes fornecer armas se fossem destinadas a propósitos de defesa e acompanhadas por militares estadunidenses que ficariam responsáveis pela supervisão e treinamento. Nasser não aceitou as condições impostas e buscou o apoio da União Soviética. Dulles acreditou que Nasser estava apenas blefando, e que a URSS não iria ajudar Nasser, mas acabou equivocando-se. A União Soviética prometeu a Nasser uma quantidade de armas em troca de um pagamento diferido em cereais e algodão egípcios. Em 27 de setembro de 1955, Nasser anunciou um acordo de armas, com a Tchecoslováquia atuando como intermediária da ajuda soviética. Ao invés de uma retaliação contra Nasser por voltar-se aos soviéticos, Dulles buscou ampliar as relações com ele. Isso explica a posterior oferta de dezembro de 1955, pela qual Estados Unidos e Reino Unido emprestavam 56 e 14 milhões de dólares, respectivamente, para a construção da represa.
Ainda que o acordo de armas tcheco tenha de fato aumentado a disposição dos EUA para investir em Assuão, os britânicos citaram o acordo como motivo para desistir de seu financiamento. O que mais irritou Dulles foi Nasser ter reconhecido a China comunista, o que ia em conflito direto com a política de contenção de Dulles. Houve várias outras razões para os Estados Unidos desistirem da oferta de financiamento. Dulles acreditava que a União Soviética não cumpriria seu acordo de ajudar os egípcios. Ele também estava irritado pela neutralidade de Nasser e suas tentativas de atuar em ambos os lados da Guerra Fria. Naquele tempo, outros aliados no Oriente Médio, incluindo a Turquia e o Iraque, estavam irritados com o tamanho da ajuda oferecida a um país que permanecia neutro.
Em junho de 1956, os soviéticos ofereceram a Nasser 1,12 bilhão de dólares, à taxa anual de 2%, para a construção da represa. Em 19 de julho, o departamento de Estado dos Estados Unidos anunciaram que a ajuda financeira estadunidense para a represa "não era viável nas presentes circunstâncias".
Em 26 de julho de 1956, com ampla divulgação egípcia, Nasser anunciou a nacionalização do canal de Suez, com compensação aos antigos proprietários. Nasser planejava que as receitas geradas pelo canal contribuíssem com a construção da nova represa. Quando a Guerra de Suez foi deflagrada, Reino Unido, França e Israel foram bem sucedidos nos ataques aos seus objetivos militares imediatos, mas a pressão dos Estados Unidos e da União Soviética junto às Nações Unidas e em outras instâncias forçaram-nos a desistirem.
Em 1958, a União Soviética liberou o financiamento para o projeto da represa.

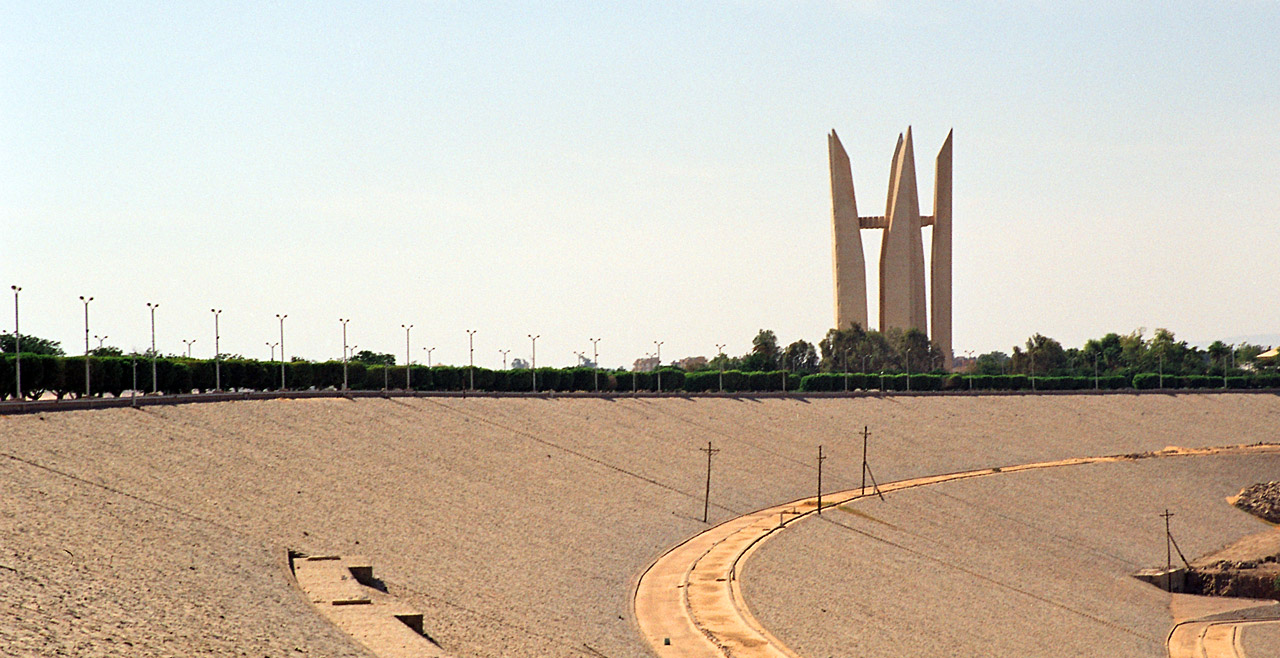
Uma visão do ponto de vista no meio da Represa Alta em direção ao monumento árabe-soviético Amizade (Lotus Flower) por arquitetos Piotr Pavlov, Juri Omeltchenko e escultor Nikolay Vechkanov

Nos anos 1950, arqueólogos começaram a levantar suas preocupações quanto a vários sítios históricos que estariam para ser inundados. A UNESCO iniciou uma operação de resgate em 1960. Através da iniciativa da UNESCO, o templo de Abul-Simbel foi preservado pelo remanejamento de 22 monumentos e complexos arquitetônicos para as margens do lago Nasser. Outros monumentos foram destinados a países que ajudaram com os trabalhos (como o Templo de Debode em Madri, o Templo de Taffeh em Leiden e o Templo de Dendur, em Nova Iorque). Os sítios arqueológicos foram inundados pelo lago Nasser, como o Buém, entre outros.

## Questões ambientais
A área do lago ocupa uma região de grande importância arquelógica e em 1960 uma operação foi comandada pela Unesco para recuperar 24 monumentos arqueológicos. (Ver Abul-Simbel).

## Capacidade instalada
A Assuão Alta tem 3 600 metros de extensão no topo, 980 metros de extensão na base e 111 metros de altura. O volume do reservatório é de 43 milhões de m³ e a vazão máxima é de 11 000 m³ por segundo. Existem vertedouros adicionais de 5 000 m³ para épocas de cheias.
Sua capacidade instalada de produção de energia é de 2100 megawatt, sendo que cada uma das 12 turbinas é capaz de produzir 175 megawatts. Em 1967, a produção de energia começou, passando a gerar 50% de toda energia elétrica do Egito. Em 1998, a represa produziu 15% de toda energia do Egito.